# Hoogmolen (Ellikom)
De Hoogmolen, ook Peerdermolen genoemd, is een watermolen op de Abeek in de Belgische plaats Ellikom. De molen bevindt zich aan Hoogmolenweg 15.
De molen werd voor het eerst vermeld in 1500, maar bestond al langer. De molen behoorde toe aan de Heer van Peer en diende vooral als volmolen, maar ook wel als korenmolen. De boeren uit Peer moesten hun koren malen op de banmolen te Molhem, ten noordwesten van Peer.
De oudste delen van de molengebouwen die tegenwoordig nog intact zijn dateren van 1828. Er was toen sprake van een houten vakwerkbouw, maar verstening vond in verschillende fasen plaats vanaf de tweede helft van de 19e eeuw, het laatst in 1904, waarop een bakstenen gebouw was ontstaan.
In 1995 werd de molen beschermd als monument en de omgeving als dorpsgezicht. De molen werd in- en uitwendig gerestaureerd. Rad en maalwerken zijn intact. Het gebouw is verder ingericht als vakantieverblijf en brasserie. In 2005 werd de bescherming uitgebreid tot het hele complex met de omliggende gebouwen.
Na een tijdelijke leegstand van het horeca-gedeelte werd er einde 2023 extra geïnvesteerd in het hotel en de brasserie door nieuwe uitbaters met plannen om ook de molenactiviteit terug op te starten.
- Inventaris van het Bouwkundig Erfgoed (Vlaanderen): 72421